# Radomira
Radomira (albanisch auch Radomirë) ist ein Dorf in der Gemeinde Dibra in Albanien. Es liegt auf rund 1250 m ü. A. unterhalb des Korabs (2754 m ü. A.), des höchsten Bergs Albaniens und Nordmazedoniens, über den die Grenze zwischen den beiden Ländern verläuft. Der Ort liegt nördlich der Stadt Peshkopia, rund 15 Kilometer Luftlinie oder 35 Kilometer auf der Straße entfernt. Das Dorf gehört zur Njësia administrative Kalaja e Dodës.

## Geographie

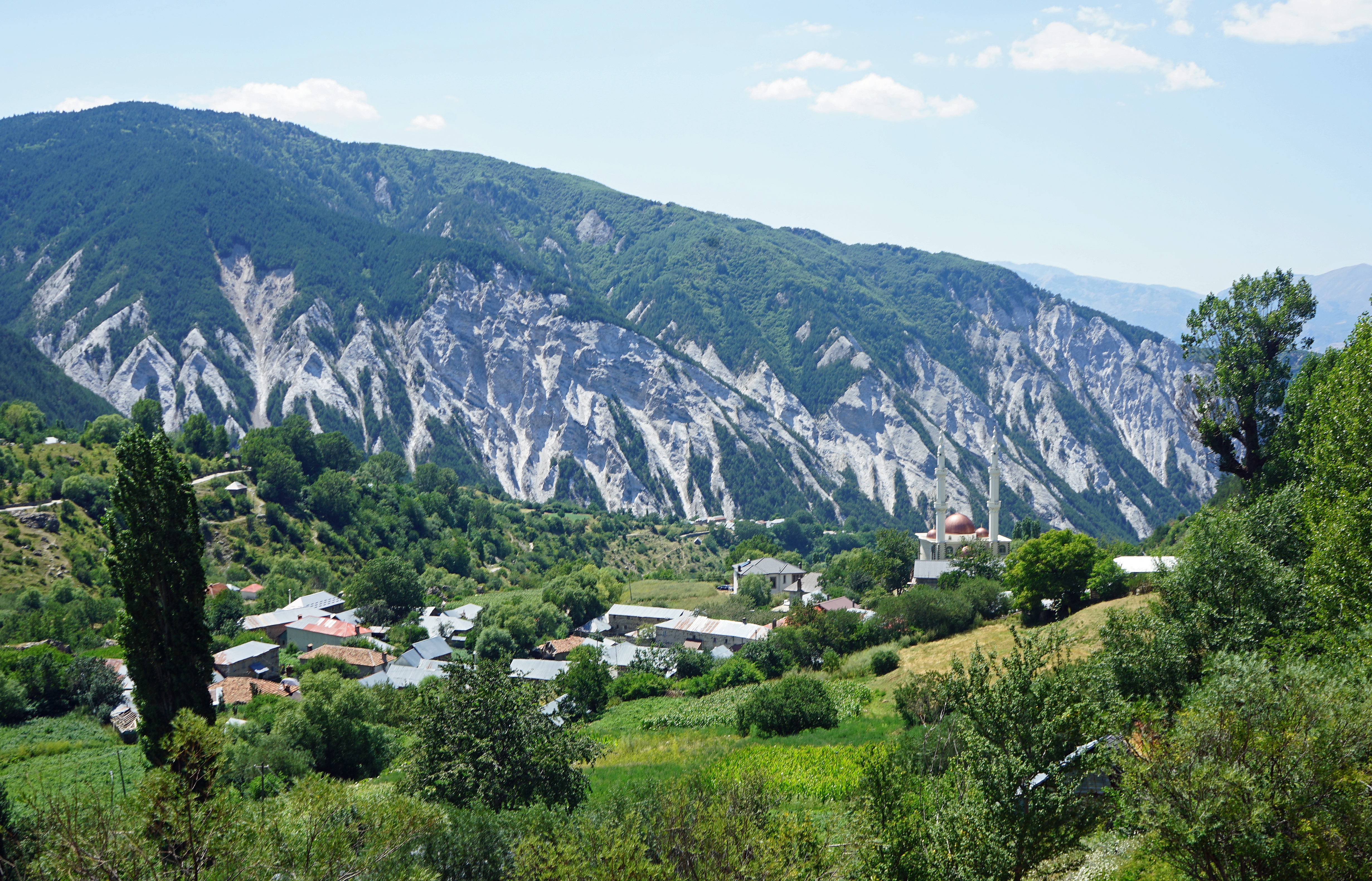
Blick über das Dorf zu kreidehaltigen Bergen im Südwesten

Radomira liegt im Norden von Dibra hoch im Korabgebirge in einem Tal, das vom Korab nach Westen verläuft. Es liegt am Oberlauf des Veleshica-Flusses, eines kurzen, rechtseitigen Zuflusses des Schwarzen Drin (albanisch: Lumi i Veleshicës), der hier noch Radomira-Bach (albanisch: Përroi i Radomirës) genannt wird. Unterhalb von Radomira verengt sich das Tal, das die ganze Nordwest- und Südwestflanken des Korabs entwässert. Auch im Norden und Süden finden sich diverse Gipfel, die 2000 m ü. A. übersteigen. Oberhalb von Radomira erstreckt sich ein großer Wald, in dem sich der kleine Bergsee Liqen i Zi befindet, ein nationales Naturdenkmal.
Radomira befindet sich innerhalb des Naturparks Korab-Koritnik.
Das Dorf liegt drei Kilometer östlich der Nationalstraße Peshkopia–Kukës. Ceren, das administrative Zentrum von Kalaja e Dodës, liegt noch 500 Meter weiter westlich.
Früher verliefen Handelsrouten über den Gebirgskamm nach Nordmazedonien, wo Vieh verkauft und Getreide gekauft wurde. Auch Pilger nutzten die Gebirgspässe.
Der größere Ortsteil Tejs liegt nördlich des Bachs, südlich der Ortsteil Rade.

## Bevölkerung
Die Bevölkerung wurde für 2007 mit 581 Personen angegeben, nach Ploshtan das zweitgrößte in der ehemaligen Komuna Kalaja e Dodës. Die tatsächliche Einwohnerzahl dürfte aber deutlich tiefer liegen, da die Volkszählung von 2011 für die Komuna Kalaja e Dodës eine um 37 % tiefere Einwohnerzahl als die Zahlen von 2009 ergab. Für das Dorf liegen keine aktuellen amtlichen Zahlen vor.
21 % der Bevölkerung waren 2007 Kinder.
Wie überall in der Region ist Emigration seit 1990, dem Zusammenbruch des kommunistischen Regimes, eine für das Dorf prägende Entwicklung.

## Wirtschaft und Gesellschaft

### Infrastruktur und Wirtschaft
Die erste Schule in Radomira wurde 1940 eröffnet. Die Gemeindeschule liegt unterhalb von Ceren, das Gesundheitszentrum der Gemeinde etwas oberhalb der Gemeindeverwaltung.
Im Dorf gibt es eine alte und eine moderne Moschee.
In der Gemeinde waren 2007 weniger als 100 Personen in einem privaten oder öffentlichen Anstellungsverhältnis. Die meisten Menschen waren in der Landwirtschaft, Forstwirtschaft oder mit dem Sammeln von Heilkräutern beschäftigt. Im Dorf wurden 3500 Schafe, 650 Geflügeltiere und 40 Bienenvölker gehalten. Viele Personen sind abhängig von der Unterstützung durch Verwandte, die im Ausland arbeiten. 57 Familien erhielten 2007 Sozialhilfe.

### Tourismus
Mit dem Naturpark und als Ausgangspunkt für Besteigungen des Korab-Gipfels ist Radomira ein Zentrum des Tourismus im Osten von Albanien. Es gibt Restaurants und mehrere Übernachtungsmöglichkeiten in Gäste- und Privathäusern. Als einer der Orte im Projekt „100 Dörfer“ wird der Tourismus hier staatlich gefördert.
Neben den Gipfeltouren gibt es kleinere Touren in der Umgebung des Dorfes und Routen zu den Nachbardörfern. Radomira liegt am grenzüberschreitenden Fernwanderweg High Scardus Trail.